# Bénédict Rougelet
Benoît Rougelet dit Bénédict Rougelet est un sculpteur français né à Tournus le 17 septembre 1834, et mort à Ivry-sur-Seine le 17 juillet 1894.

## Biographie
Il est le fils de Pierre Rougelet, un corroyeur, et se forme d'un atelier de dessin pour jeunes tailleurs de pierre ouvert par le père Philibert Garnier, prêtre à Tournus, qui a été le frère de lait de Alceste de Chapuys-Montlaville, sénateur pendant le Second Empire. Grâce à l'appui de ce sénateur, il a obtenu une bourse de 500 francs du conseil général pour étudier à Lyon, puis à Paris. 
En 1862, il est à Lyon où il travaille sous la direction de Guillaume Bonnet. Il suit aussi les cours de Joseph-Hugues Fabisch qu'il quitte brusquement en jetant « un tabouret à la tête du professeur ». Ayant un caractère indiscipliné, il change souvent de lieu de résidence. Il est directeur de modelage d'un atelier de sculpture religieuse fondé par le père Richter, curé de Saint-Laurent-lès-Mâcon.
En 1866, il est à Paris dans l'atelier de Francisque Duret à l'École des beaux-arts. Il remporte le concours pour la réalisation d'un monument dédié à Jean-Baptiste Greuze, à Tournus, inaugurée en 1868. 
Il a reçu peu de commandes de l'administration des Beaux-Arts. Il mène à Paris une vie entre la bohème et les arts, où, malgré son talent, il ne peut se contraindre à une règle, à une méthode, et on lui reproche le peu d'envergure de ses œuvres.
Il s'est marié en premières noces, en 1873, avec Cécile-Rose Durand, en secondes noces, en 1888, avec Louise Didiot.
Il meurt de paralysie à l'hôpital d'Ivry-sur-Seine le 17 juillet 1894.

## Œuvres

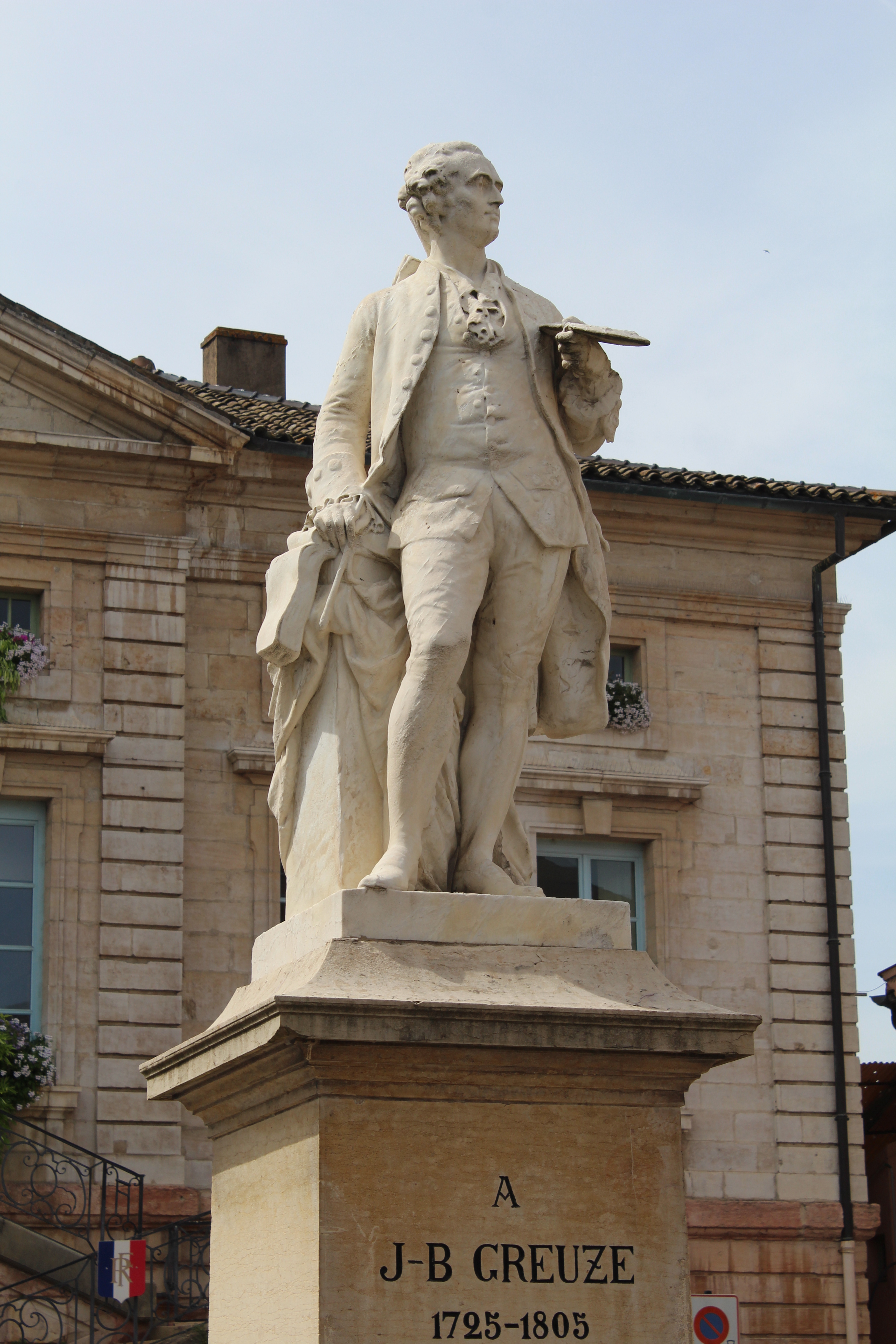
Monument à Jean-Baptiste Greuze, 1868, Tournus.

- Monument à Jean-Baptiste Greuze, 1868, Tournus[4].
- Buste du baron Chapuys-Montlaville, Salon de 1868.
- Décoration sculptée du musée-bibliothèque de Grenoble, 1876.
- Décoration sculptée de l'hôtel Salomon de Rothschild, à Paris, 1876.
- La Jeunesse de Bacchus, Salon de 1876.
- Buste de François Joseph Lionnet, 1879, Paris, cimetière du Montparnasse.
- La Toupie, Salon de 1880.
- Le Petit Malin, Salon de 1880, Tournus, musée Greuze[5].
- Buste de Jean-Marie Berthelier, 1882, Paris, cimetière du Père-Lachaise.
- Buste de Jacques-Édouard Gatteaux, Salon de 1884, Chantilly, musée Condé.
- Médaillons, comprenant les effigies des acteurs Samson et Mlle Mars, ornant la cour sud de l'hôtel de ville de Paris, 1882.
- Le Fil rompu, modèle en plâtre au Salon de 1885, marbre au Salon de 1889, Exposition universelle de 1889.
- L'Amour mouillé, 1888, esquisse, Tournus, musée Greuze.
- L'Enfant à la tortue, 1889, Le Mans, musée de Tessé.
- Le Premier Bain, 1889.
- Passe-Passe, modèle en plâtre au Salon de 1890, marbre au Salon de 1892.
- Buste de Léon Margue, député de Saône-et-Loire, Salon de 1891, Tournus, musée Greuze.
- Rieur, Salon de 1893.
- Faune et faunesse, Salon de 1894, Tournus, musée Greuze.